# Pieter Claesz. Soutman

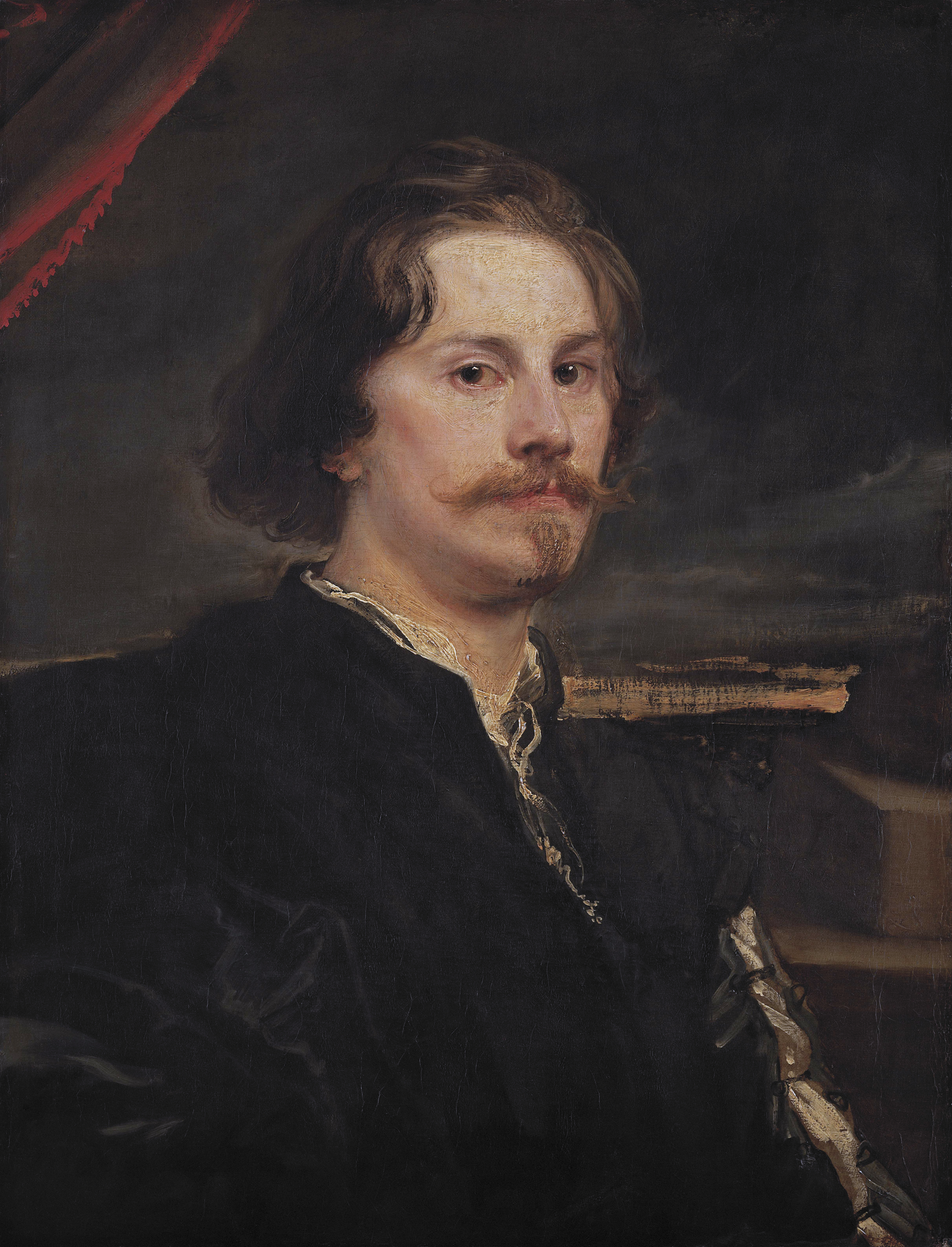
Pieter Soutman (Anthonis van Dyck)

Pieter Claeszoon Soutman (* um 1580 in Haarlem; † 16. August 1657 ebenda) war ein niederländischer Maler und Kupferstecher, auch Zeichner und Radierer sowie Verleger.

## Leben
Soutmann war etwa zwischen 1609 und 1618 ein Schüler von Peter Paul Rubens in Antwerpen, nach dessen Gemälden und Zeichnungen er eine Anzahl von Radierungen (Vier Jagden (drunter die Löwenjagd), Der wunderbare Fischzug, das Abendmahl von Leonardo da Vinci nach einer Zeichnung von Rubens) fertigte, und dem er auch bei der Ausführung seiner Bilder half. Er meldete 1619 bereits selbst einen Schüler in der Lucasgilde an und erwarb am 18. September 1620 er in Antwerpen das Bürgerrecht. Rubens soll ihn dazu gebracht haben, sich dem Kupferstich und der Radierung zuzuwenden. Es findet sich kein Nachweis, dass Soutman diese Fertigkeit bei einem  Kupferstecher erlernt habe, so dass davon ausgegangen wird, dass er sich diese autodidaktisch angeeignet hatte.

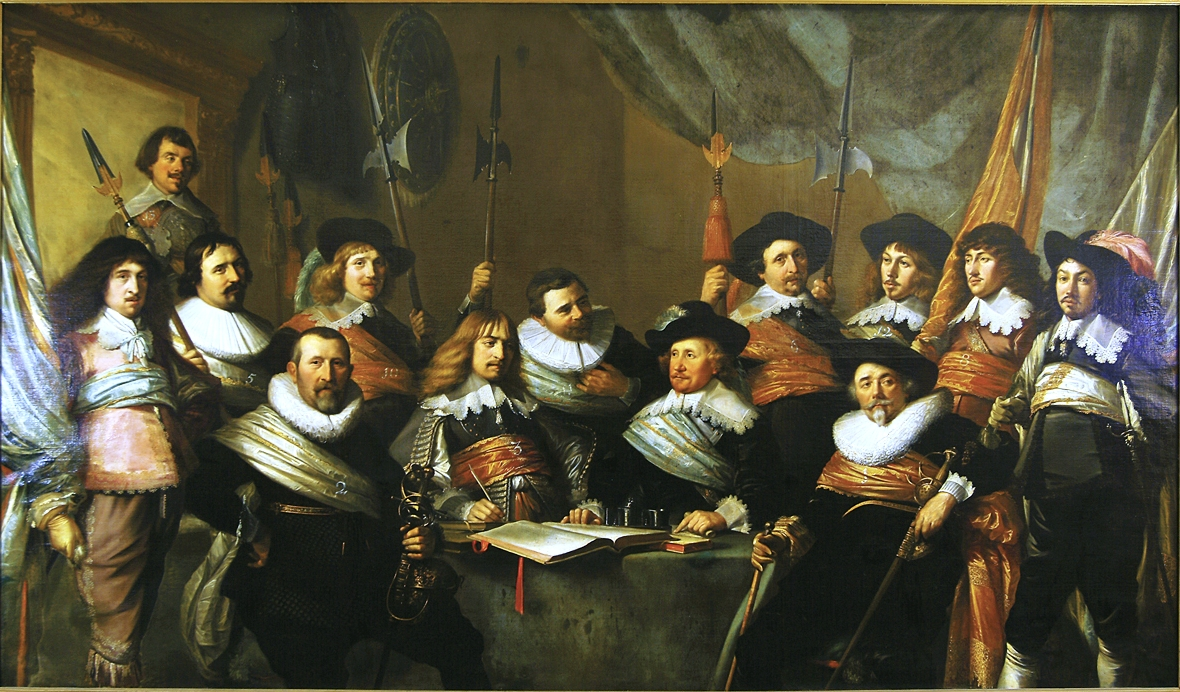
Officieren en onderofficieren van de Cluveniersdoelen uit de zittingsperiode 1639–1642, 1642

Soutman war seit 1620 nicht mehr für Rubens tätig. Er wurde Hofmaler des Königs Sigismund Wasa von Polen, für den er in den Jahren 1624 bis 1628 tätig war und lebte vermutlich an dessen Hof. 1628 kehrte er nach Haarlem zurück und wird in einer Urkunde als Mitglied einer Handelsgesellschaft erwähnt. 1633 wurde er Kommissär der dortigen Lucasdilde. Er fertigte eine der beiden großen Schützenstücke (Die Offiziere der Cloveniers-Schützengesellschaft), für das Rathaus von Haarlem. In den Jahren 1628 bis 1642 schuf er viele Porträts, darunter 1531 eines von dem Kupferstecher Jakob Matham und ein Bildnis des Theologen Nicolas Wigger. Das den Kupferstich Mathams stach er anschließend selbst nach seinem Bildnis. 1642 begann er sich wieder dem Kupferstich zuzuwenden. Er gründete eine Werkstatt für Kupferstecher, die unter seiner Leitung nach eigenen und fremden Zeichnungen stachen. Soutmann selbst schloss sich in Haarlem mehr Frans Hals an, in dessen Art er mehrere Bildnisse und Schützenstücke malte und dekorative Malereien im Huis ten Bosch in Den Haag ausführte.
Souman betätigte sich seither auch als Kunstdrucker und Verleger. In seinem Atelier arbeiteten unter anderen Jonas Suyderhoef und Pieter van Sompel. Auch Cornelis Visscher hat einige Stiche nach Rubens für ihn ausgeführt. Seit 1647 ließ Soutman eine Reihe von Stichen nach Bildnissen holländischer Fürsten nach Honthorst, van Dyck und nach eigenen Zeichnungen herstellen, die er im Jahr 1650 unter dem Titel Principes Hollandiae herausgab. Es folgten weitere Sammlungen mit den Porträts der österreichifch-deutschen Kaiser von Rudolph von Habsburg bis Ferdinand III. (13 Blätter angefertigt von  Suyderhoef und van Sompel nach Soutmans Zeichnungen) und eine Folge von 28 Bildnissen flandrischer Grafen (von Visscher ausgeführt).
Am 21. April 1630 heiratete er Gudula Frans († 16. Januar 1666) und wurde 1633.

## Werke (Auswahl)
- Chriftus, dem Petrus die Schlüssel übergebend (Raffael, nach einer Zeichnung von Rubens)
- Weihe eines Bifchofs, Großssultan und sein Gefolge, Schlafende Venus (Tizian)
- Raub der Proserpina
- Gefangennahme Christi am Ölberg und Jupiter und Antiope (van Dyck)
- Wildschweinjagt nach Rubens um 1642
- Höllensturz der Verdammten